# ヴュルテンベルク福音主義州教会
ヴュルテンベルク福音主義州教会（ドイツ語: Evangelische Landeskirche in Württemberg）はドイツ福音主義教会 (EKD)を構成する20の福音主義州教会の一つである。他の州教会と同様に公法上の社団である。州教会本部は州都シュトゥットガルトにある。 この州教会は1209の教会共同体に1.957.088人の教会員(2019年12月31日現在)を有している。ヴュルテンベルク福音主義州教会はルター派教会であり、ルター派世界連盟と欧州福音主義教会共同体(GEKE)に加盟している。ドイツ国内の合同派州教会の組織福音主義合同教会（UEK）とルター派州教会のドイツ合同福音ルター派教会（VELKD）には共に客員資格で加盟している。
ヴュルテンベルク福音主義州教会の首座教会はシュトゥットガルトにあるシュティフト教会である。1534年にマールブルク出身のコンラート・エッテンガーによってヴュルテンベルクにおける最初の福音主義の説教がおこなわれた教会である。他の重要な教会として、ウルム大聖堂、ハイルブロンのキリアン教会、ロイトリンゲンのマリエン教会、エスリンゲン・アム・ネッカーの聖ディオニュシウス教会、シュヴェービッシュ・ハルの聖ミヒャエル教会がある。州教会による教育施設(神学生寮)としてテュービンゲン福音主義シュティフトがある。州教会は神学研修施設としてバート・ボル福音アカデミーを1945年に開設した。ここはドイツの中で最初に開設された神学研修施設である。1998年にテュービンゲンにテュービンゲン福音主義音楽大学を開設している。これは1945年にエスリンゲン・アム・ネッカーにあった同種の施設を基に建設されている。

## 州教会管轄地域
ヴュルテンベルク福音主義州教会の管轄地域は、かつてこの地を統治していたヴュルテンベルク王国の領土にほぼ重なっている。1850年に南シュヴァーベンにあったホーエンツォレルン＝ヘヒンゲン侯国とホーエンツォレルン＝ジクマリンゲン侯国がプロイセン王国に併合されて、ジグマリンゲンを州都とするホーエンツォレルン州（Hohenzollernsche Lande）が設置された。この地域にあった福音主義教会共同体は古プロイセン合同福音主義教会のラインラント(プロヴィンツ)州教会ホーエンツォレルン教会地区に属していた。このホーエンツォレルン教会地区は1945年の第2次世界大戦終了時からヴュルテンベルク福音主義州教会によって暫定的運営管理されていたが、1950年に正式にヴュルテンベルク福音主義州教会に引き継がれた。それ以降、ヴュルテンベルク福音主義州教会は隣接するバーデン福音主義州教会と僅かな管轄地域調整、変更をおこなってきた。

## 歴史
1534年、ウルリヒ (ヴュルテンベルク公)はヴュルテンベルク公国（1495年 - 1805年）に宗教改革を導入させた。 この年こそがこの福音州教会の設立年であった。公爵、および後のヴュルテンベルク王国における王たちは領邦教会の首長（summus episcopus）であった。すなわち、統治者は世俗と教会の権力を一つにするのである。これまでのローマ・カトリック教会の司教たちはあらゆる権限を失った。ヨハネス・ブレンツがこの領邦の宗教改革者になった。マルティン・ルターの考えに従ってブレンツは宗教改革を遂行した。シュトゥットガルトにあるシュティフト教会に彼は埋葬されている。
ヴュルテンベルク福音主義州教会は最初からルター派であったが、礼拝様式は改革派教会の伝統の影響を受けている。いわゆる、礼拝諸式は簡素な形でおこなわれる（上部ドイツ様式）。ヴュルテンベルク福音主義州教会にあるルター派共同体において、ドイツミサ様式による礼拝はめったにおこなわれない。1806年までヴュルテンベルク公国はルター派の単一地域であった。ヴュルテンベルク王国になって、ナポレオンによる領土再編によって広大なカトリック地域（オーバーシュヴァーベン地方）が編入されたため、単一の宗派構造は終結した。19世紀後半以降になって南ヴュルテンベルクのローマ・カトリック地域にも福音主義教会共同体が設立された。
教会問題における管理に関して、ヴュルテンベルクの文部省内において教会関係会議という名称を持つ一部門が開設されていた。そのトップには教会関係会議議長が置かれている。
第1次世界大戦後、ヴュルテンベルク王は退位し、君主が教会の首長を担う制度(summus episcopus)は終焉を迎えた。ヴュルテンベルク教会は首長を頂くことができなくなった。それ故、教会（教区）の指導的聖職者と教会関係会議議長が教会指導を引き継いだ。1923/24年にヴュルテンベルク州教会は教憲が与えられ、教会の首長として教会議長を任命した。この教会議長職は1933年からは州教会監督という称号に変更された。

### 州教会の特性としての敬虔主義の発展
ヴュルテンベルク州教会の特性は敬虔主義との密接なつながりにある。18世紀初めにヴュルテンベルクはカトリック優勢な南西ドイツ地域における最大の新教徒居住地域であった。そのため、福音主義教会勢力を支持する領邦政府にとってルター派信仰告白の保守は重要事項であった。そのため、ある種の教条主義がこの州教会に影響を及ぼした。その対抗運動として敬虔主義はこの地に定着した。敬虔主義における最も重要な特徴は今日まで続く個人的な信心深さ、敬虔さである。
州教会と敬虔主義者の公的関係は何度も紛糾した。もっとも両方に相手側を理解する人々がいたため、州教会内部で敬虔主義者のグループは発展し拡大した。今日でも敬虔主義者たちは州教会において大きな影響力を維持している。アルトヴュルテンベルク地方の多くの教会共同体は今日でも敬虔主義に刻印づけられている。

## 宗教改革以降の信仰告白文書
ヴュルテンベルク福音主義州教会讃美歌において、この州教会が採用している近代以降の信仰告白文書がまとめている。マルティン・ルターの小教理問答とヨハネス・ブレンツによる信仰問答、 アウクスブルク信仰告白、1934年のバルメン宣言、1945年の「シュトゥットガルト罪責告白」が掲載されている。

## 州教会指導部

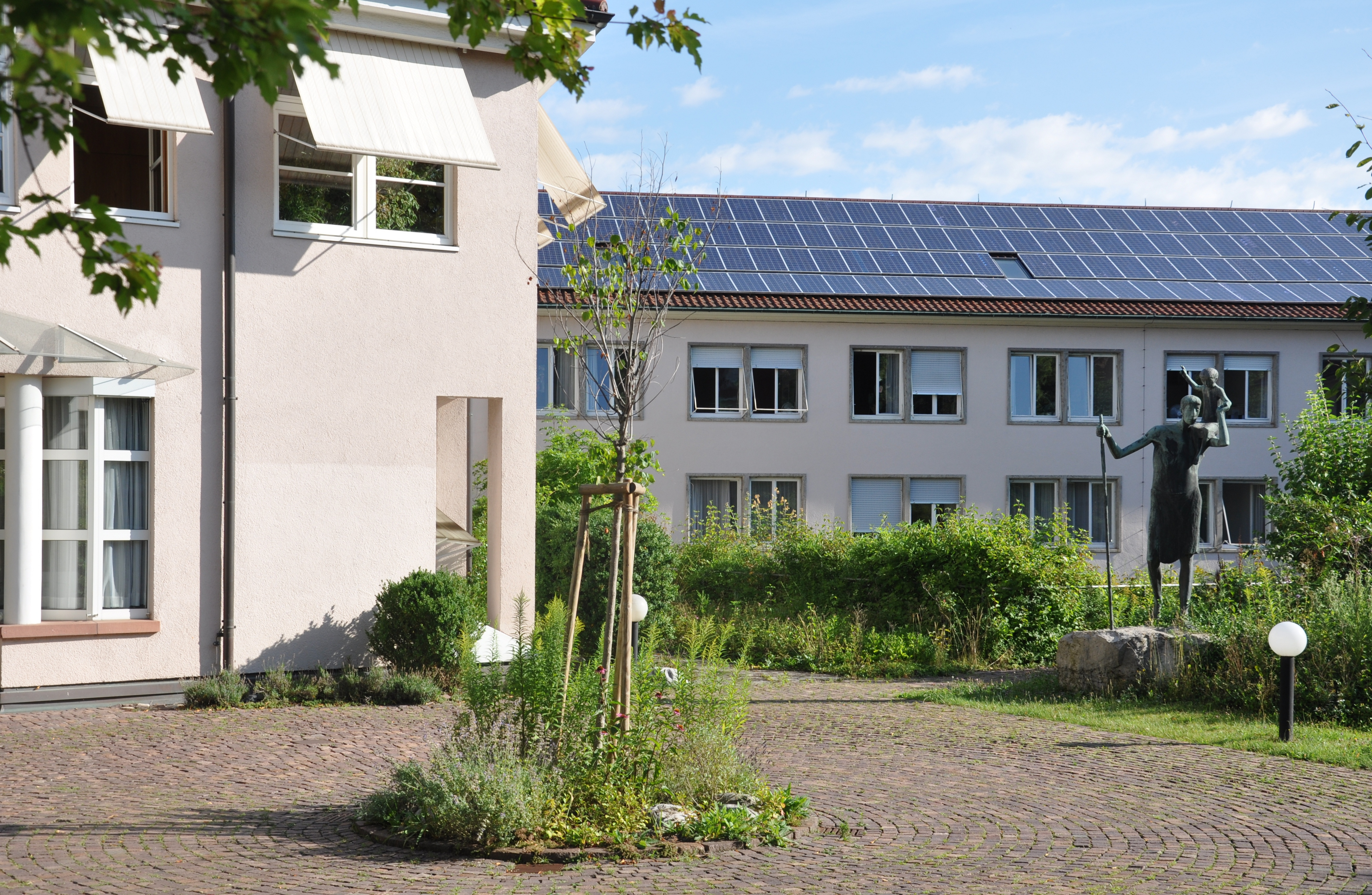
シュトゥットガルトにある州教会高等参事会と州教会監督執務室のある本部棟

ヴュルテンベルクにある福音主義教会のトップには州教会監督Landesbischof (1933年まで教会議長Kirchenpräsident)がいる。州教会監督は州教会総会から3分の2以上の賛成で選出される。州教会監督の在任期間は元来終身であったが、最長68歳で終えることになっていた。しかし、州教会監督は規則上すでに満65歳で引退できるようになっており、その結果新監督が選出されることになる。2006年秋に開催された州教会総会は10年間という在任期間の制限を議決している。
州教会指導の最高執行権限は州教会監督に与えられる。州教会監督は州教会における全ての礼拝空間に向けて神の言葉を宣教する権限を有する。この宣教職務によって教会は霊的に指導される。州教会監督はその職務において監督補佐、並びに地区長によって支えられる。州教会監督は高等参事会員集団を動かし、州教会を外部に対して代表する
州教会監督は神学的、法的な代表者である。神学的代表は4つの管区全体における指導者である。法的代表は高等参事会主事Direktorであり、主事は以前一時的に副議長と呼ばれていた。

### 公国、王国時代の領邦教会指導部
1534年のヴュルテンベルクにおける宗教改革導入以降、教会運営は1553年から教会評議会(霊的職務) Konsistoriumと教会常議員会(教会行政管轄) Kirchenratが共同しておこなわれた。教会運営は首長補佐と教会地区長から構成される上級聖職者団と評議会員たちから成り立っていた。1698年、教会評議会と教会常議員会は分離された。教会評議会は副議長に補佐された議長が指導していた。教会評議会には宗教的、世俗的な地位を持つ多くの者が属していた。教会常議員会には主事補佐に助けられた主事が代表していた。教会常議員会は事務担当者も属していた。
1803年、ヴュルテンベルクにあった帝国自由都市群が公国に編入され、それらの都市を管轄する教会評議会がハイルブロンに設立され、アーレン、エスリンゲン、シュヴェービッシュ・ハル、ハイルブロン、ロイトリンゲンを管轄した。ハイルブロン教会評議会には代表者としての議長が置かれ、聖職者と世俗の評議会員、役人たちも属していた。
1806年、ヴュルテンベルク公国はローマ・カトリック教会教会領など多数の小領邦を併合し、シュヴァーベン地方の大部分と南フランケン地方の一部を支配下に収めた。その結果、公国はヴュルテンベルク王国になった。この1806年にハイルブロンにあったかつての帝国都市群を管轄する教会評議会は廃止された。1806年以降、ヴュルテンベルクにおける教会運営は宗教省の下に置かれたが、後に教会・教育省になり最終的には文部省と呼ばれるようになった。省内において教会評議会は特別な部門とされ、主事、後に議長が代表した。

### 州教会監督Landesbischöfe

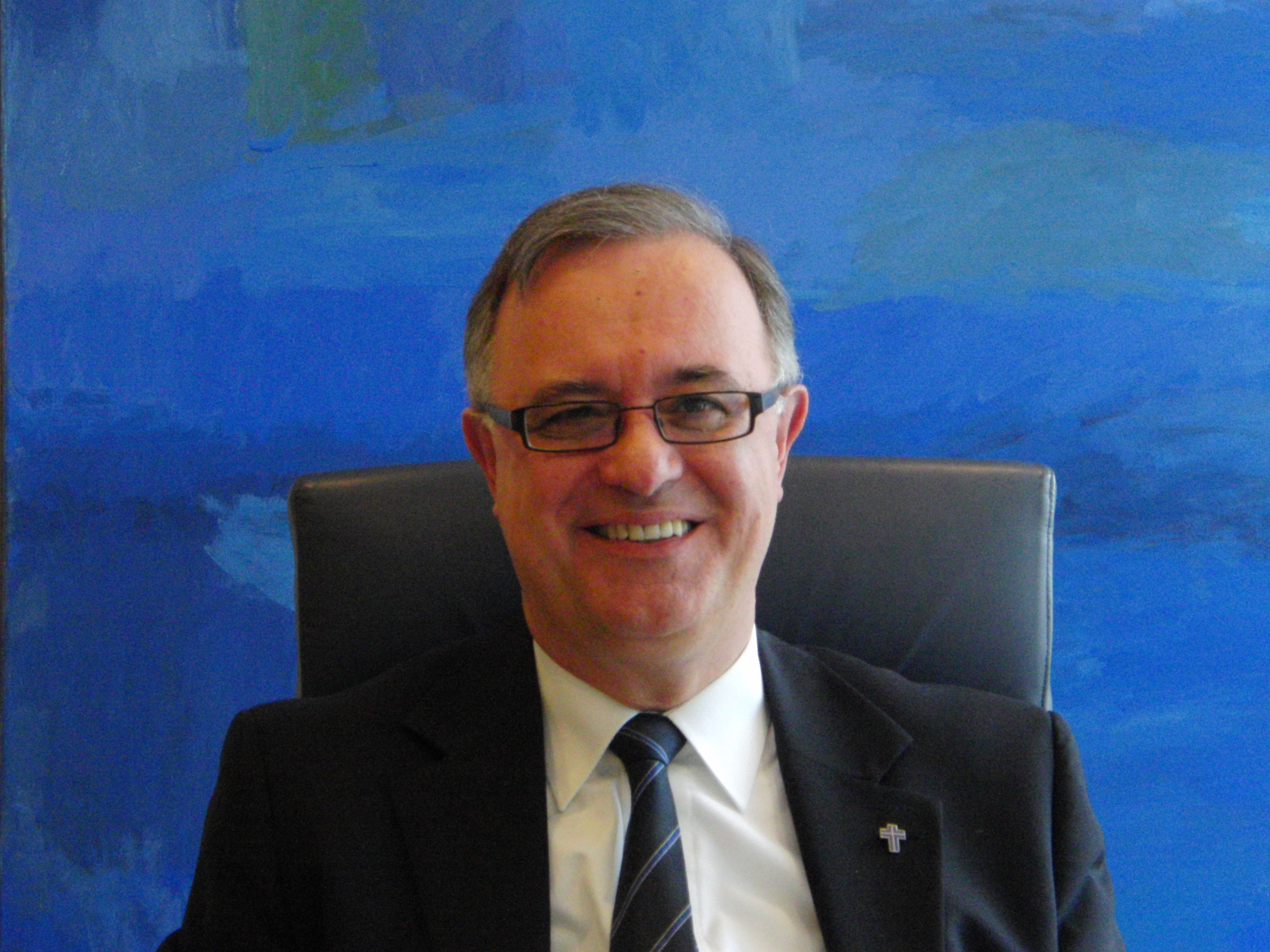
フランク・オトフリート・ユリー, ヴュルテンベルク福音州教会監督

- 1924–1929: ヨハネス・フォン・メルツ, 教会議長Kirchenpräsident
- 1929–1948: テオフィール・ヴルム, 州教会監督 (1933年まで教会議長)
- 1948–1962: マルティン・ハウグ, 州教会監督
- 1962–1969: エーリッヒ・ アイヒェレ, 州教会監督
- 1969–1979: ヘルムート・クラース, 州教会監督
- 1979–1988: ハンス・フォン・ケラー, 州教会監督
- 1988–1994: テオ・ゾルグ, 州教会監督
- 1994–2001: エバーハルト・レンツ, 州教会監督
- 2001–2005: ゲールハルト・マイヤー, 州教会監督
- 2005–2022: フランク・オトフリート・ユリー, 州教会監督
- 2022年以降: エルンスト＝ヴィルヘルム・ゴール, 州教会監督

## 州教会総会
州教会総会はこの州教会の議会として存在している。ヴュルテンベルク福音主義州教会は総会議員を地域にある教会共同体教会員の直接投票で選出しているが、このような仕組み (直接選挙) を持っているのは、ドイツ福音主義教会 (EKD) を構成する州教会の中ではヴュルテンベルク福音主義州教会だけである。なお、総会議員の任期は6年である。政治における議員と同様に、総会議員の職務は州教会予算の審議、承認と教会規則の制定である。総会議員は地域の選挙区から選出され、複数ある総会内会派に属している。州教会総会議員は Synodaleと呼ばれ、教会運営の目標と信仰観が異なったそれぞれの総会内会派に属している。
2020年の第16会期州教会総会で総会議長が改選され、左派・リベラル派の開かれた教会に属するザビーネ・フォスが選出された。ドイツ福音主義教会 (EKD) 加盟教会の中で、ザクセン福音ルター派州教会と並んで保守的と評されてきたヴュルテンベルク福音主義州教会の歴史において、左派・リベラル派が州教会総会議長の座を射止めたことは異例なことである。
2013年12月1日に開催された第15会期総会において、選挙区から選ばれた90人と推薦補充の7人の総会議員が選出された。さらに、2016年10月、テュービンゲン大学福音主義神学部から選出される総会議員がハンス＝ヨアヒム・エクスタイン教授からユルゲン・カンプマン教授に交代した。

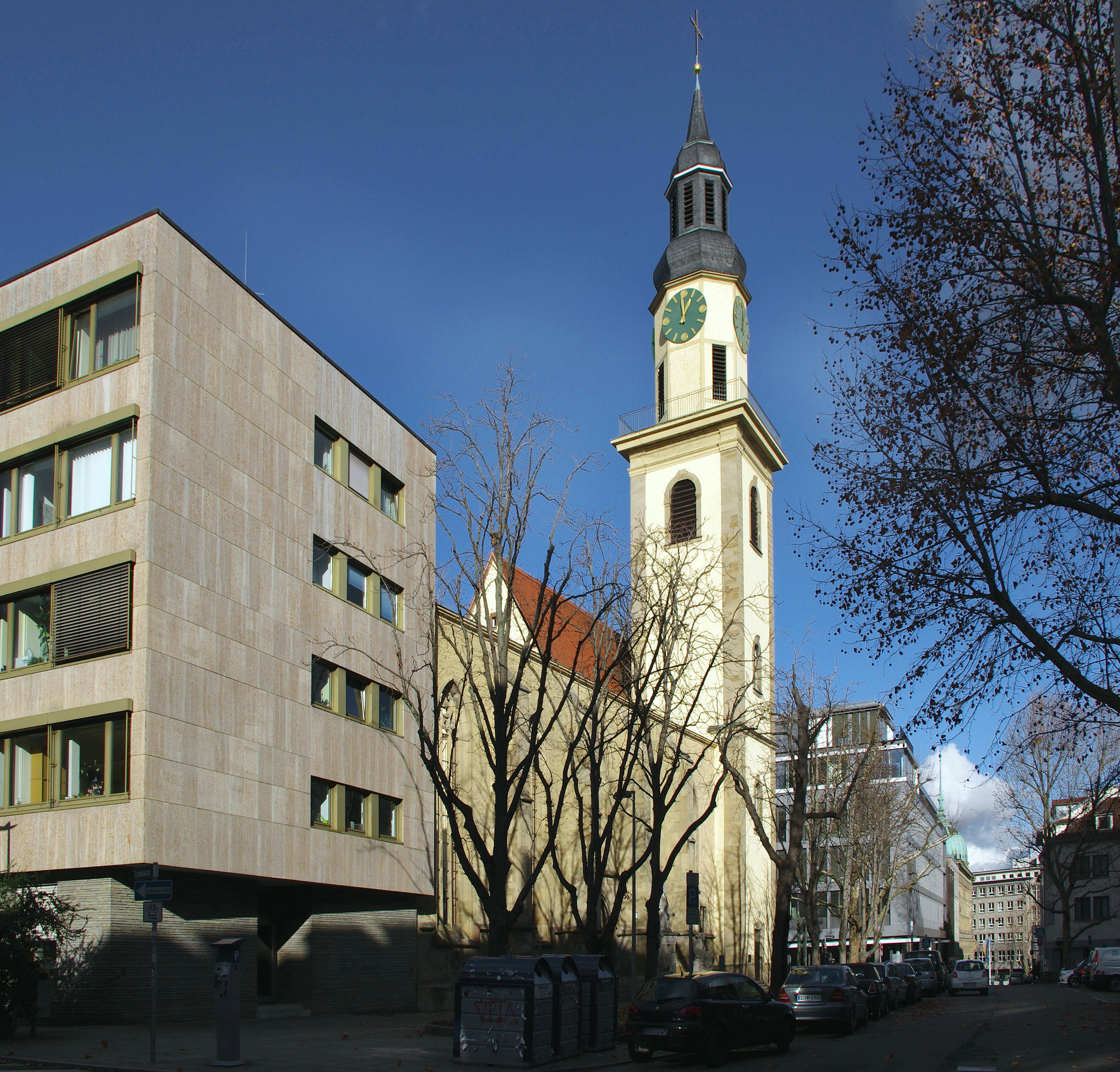
州教会総会が開催される
シュトゥットガルト・ホスピタル教会

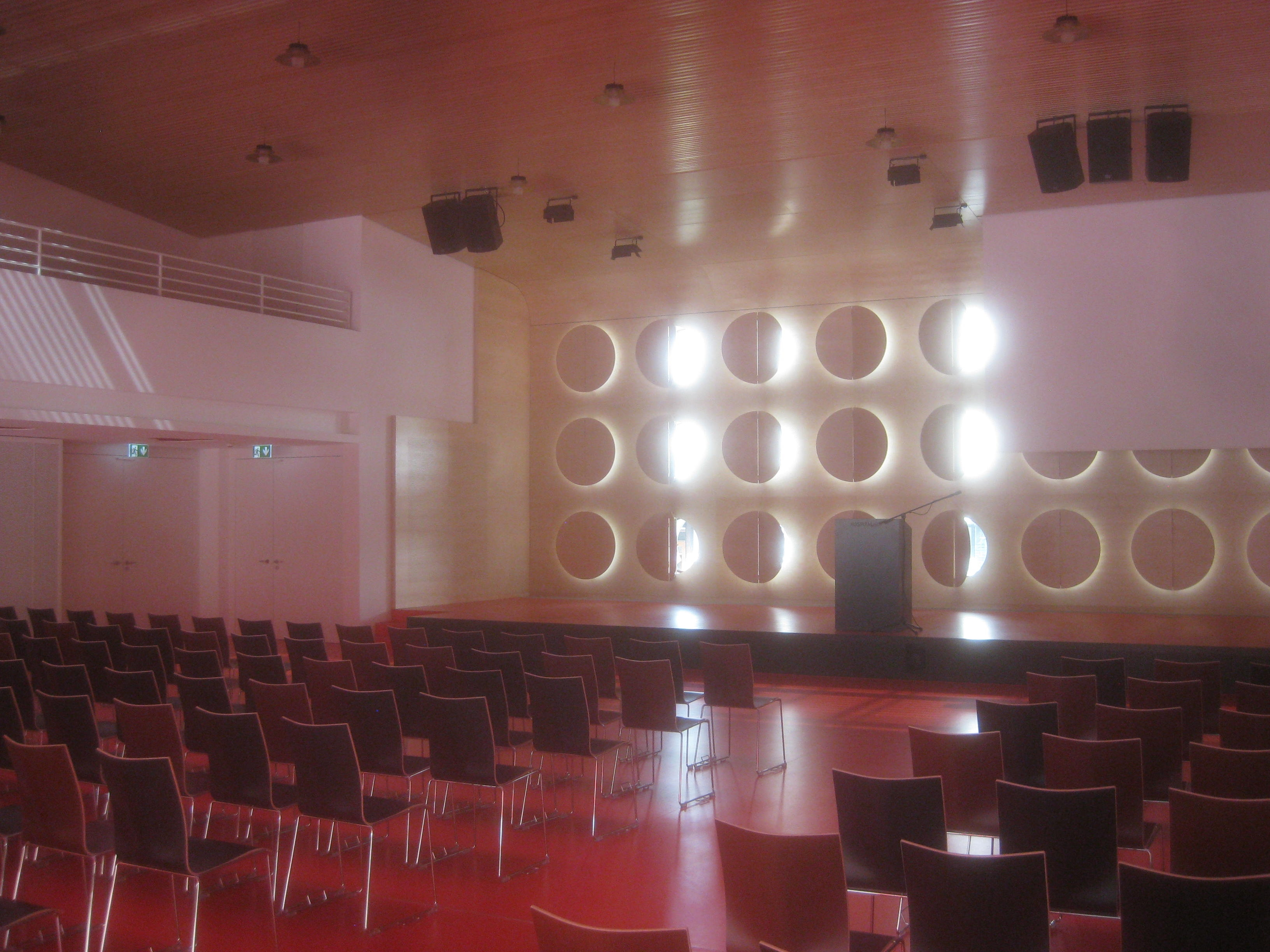
州教会総会を開催する
ホスピタル教会内の大ホール

2019年12月1日の第16会期州教会総会において、敬虔主義・保守派グループの「生ける信徒共同体」が大きく議席を失い(39－30)、主導権を失った。左派・リベラル派の「開かれた教会」は現状維持(30－30)。州教会改革派の「明日のための教会」が2倍以上議席を増やしたが(5－12)、州教会総会内において最小会派であることは変わらない。中間派の「福音と教会」も議席を増やした(14－17)。
総会議員の引退と新人の引継ぎによって州教会総会議席数は変動し、以下のような総会内会派が存在している。
- 生ける信徒共同体: 保守的福音派、敬虔主義グループ
- 福音と教会: 中間派, 1933/1934年に 教会内親ナチ勢力ドイツキリスト者に対抗するために設立された歴史を有する。
- 開かれた教会: 社会的リベラル派から左派的グループまで含むグループ。
- 明日のための教会:第13回会期総会以降選出されており、ヴュルテンベルク州教会改革をめざすグループ。

2020年2月15日に改選された総会議員たちはシュトゥットガルト・ホスピタル教会に集まった。

## ルター派教会礼拝式文
礼拝の概念はギリシャ語の"λατρεία"（ラトリア）に由来し、神による奉仕が語源になる。福音主義の礼拝はローマ・カトリック教会のミサとは異なる強調点を持つ。ヴュルテンベルク福音主義州教会の礼拝式文
は基本的には上部ドイツ様式と呼ばれる簡素な式文を用いるが、祝祭日においてラテン語ミサに由来する式文を用いる場合もある。

### ヴュルテンベルク福音主義州教会上部ドイツ様式聖餐礼拝式文
Ａ 礼拝開始と祈祷
- 鐘楼で鐘を鳴らす
- オルガン前奏
- 礼拝出席歓迎のあいさつ
- 讃美歌
- 礼拝開始のことば
司式者/父と子と聖霊のみ名によって。
会衆/アーメン
- 詩編朗読
- グロリア・パトリ(栄唱) 
父と子と聖霊に栄光あれ、はじめも今も後も、とこしえに。アーメン (歌唱)
- はじまりの祈り
- 黙祷
- オルガン演奏

Ｂ 宣教と信仰告白
- 聖書日課 (旧約聖書、使徒書) 朗読
- 使徒信条、またはニケア信条の朗読
- 今週の讃美歌
- 福音書朗読と説教
- 讃美歌
- 罪の告白
- 赦しの言葉
- 顕現歌

Ｃ 聖餐式
- 聖餐開始の言葉
- 聖餐制定の言葉
 司式者/私たちの主イエス・キリストは苦しみを受ける前夜、パンを取り、感謝しこれを裂き、弟子たちに与えて言われました。
「取って食べなさい、これはあなた方のための私のからだである。私の記念のためこれをおこないなさい」
 食事の後、杯を同じ様にして弟子たちに言われました。
「取って、飲みなさい。これは罪の赦しのため、あなたがたのために流す私の血における新しい契約である。
私の記念のためこれをおこないなさい」

- 聖餐の祈り
- 平安の挨拶
司式者(歌唱) 主の平安があなたたちと共にありますように。
会衆(歌唱)/御霊も共おられるように。

- 配餐
- 聖餐感謝の祈り
司式者/我が魂よ。主を讃えよ。
会衆/その聖なる御名を讃えよ。
司式者/ 我が魂よ。主を讃えよ。
会衆/主の恵みが成就されたことを、忘れてはならない。
司式者/主はあなたの罪をすべて赦し、
会衆/あらゆる病をいやし、
司式者/主はあなたの生命を破滅から救い
会衆/慈しみと憐れみの冠を授けます。

D派遣と祝祷
- 代願祈祷(とりなしの祈り)
- 主の祈り
- 讃美歌
- 説教壇からの告示(消息報告、教会行事報告、案内)
- 派遣の言葉
司式者/主の平安のうちに行きましょう！
会衆/神に感謝、永遠に！
- 祝祷
司式者/主があなたを祝福し、あなたを守られるように。
主が御顔をあなたに向けて、あなたを照らして、あなたに恵みを与えられるように。
主があなたに御顔を上げられ、平安を賜りますように！
会衆/アーメン
- オルガン後奏

## 関連人物
エルンスト・ケーゼマン
テュービンゲン大学福音主義神学部新約聖書学教授として、州教会総会内会派「開かれた教会」のメンバーと共に敬虔主義集団「生ける信徒共同体」と激突した。彼の歴史的批判的方法による新約聖書学は敬虔主義者たちの聖書主義とは相容れなかった。

## 賛美歌集
- Württembergisches Gesang-Buch, Enthaltend eine Sammlung Reiner und Kräfftiger Lieder, Stuttgart 1741
- Wirtembergisches Gesangbuch, zum Gebrauch für Kirchen und Schulen, von dem Königlichen Synodus nach dem Bedüfniß der gegenwärtigen Zeit eingerichtet, Stuttgart, eingeführt am 14. Juni 1791 bzw. mit dem Titel „Gesangbuch für die evangelischen Kirchen und Schulen des Königreichs Württemberg“
- Gesangbuch für die evangelische Kirche in Württemberg, Stuttgart 1842
- Gesangbuch für die evangelische Kirche in Württemberg, Stuttgart, eingeführt 1912, ab 1936 mit einem „Anhang zum Gesangbuch für die evangelische Kirche in Württemberg, hrsg. von Landeskirchenmusikdirektor Wilhelm Gohl mit Genehmigung des evangelischen Oberkirchenrats“
- Evangelisches Kirchengesangbuch (EKG), Ausgabe für die Evang. Landeskirche in Württemberg; eingeführt auf Beschluss des Württemberg. Evang. Landeskirchentages vom 13. November 1952 zum Advent 1953
- Evangelisches Gesangbuch (EG), Ausgabe für die Evangelische Landeskirche in Württemberg, Stuttgart; eingeführt am 1. Advent 1996, 2. verbesserte Auflage 2007